# Sybra pulverea
Sybra pulverea es una especie de escarabajo del género Sybra, familia Cerambycidae. Fue descrita científicamente por Pascoe en 1865.
Habita en Papúa Nueva Guinea. Esta especie mide 10-11,25 mm.